# Dangerous (песня Roxette)
Dangerous (с англ. — «Опасная») — песня, написанная шведским автором и композитором Пером Гессле, вошедшая во второй студийный альбом группы Roxette «Look Sharp!» (1988) и выпущенная в качестве четвёртого и последнего сингла из этого альбома 2 мая 1989 года.
Это третий сингл группы Roxette, попавший в десятку чарта Billboard Hot 100 (США), добравшись до второй позиции (21 неделя в чарте). В феврале 1990 года песня провела две недели на втором месте чарта. Кроме того, сингл стал № 1 в чарте «Cashbox» в США. Сингл также вошел в топ-10 в Австралии, Канаде и шести европейских странах.

## История
Гессле написал песню незадолго до того, как Roxette отправились в свой первый гастрольный тур в 1987 году. В феврале 1987 года Гессле записал несколько демоверсий. Было уже слишком поздно включить песню в дебютный альбом Roxette «Pearls of Passion» (1986); группа тем не менее исполняла песню вживую во время летних гастролей в том же году.
Песня была изначально написана для американского актёра Дона Джонсона, который в конце 1980-х был на волне популярности благодаря сериалу «Полиция Майами». В то время Джонсон записывал собственный музыкальный альбом. Песня ему тем не менее не понравилась и Гессле решил записать её вместе с Roxette.
Шведский CD-сингл был выпущен тиражом всего 2000 копий — концертные версии песен на нём были записаны во время гастролей Roxette по Швеции в 1988 году. Концертные версии песен «Surrender», «Neverending Love» и «Joy of a Toy» выпускались и на других релизах, однако концертная версия песни «Sleeping Single» записана только на этом шведском сингле.
Шведский 7" виниловый сингл был выпущен в двух разных обложках: первое издание в складывающейся картонной обложке, а второе издание в обычном конверте. Второе издание является коллекционной редкостью.
В Великобритании и Ирландии сингл вышел как двойной-А-сингл вместе с песней «Listen to Your Heart».
Один из самых известных каверов на песню записал гонконгский музыкант Алан Там Вин Лунь.

## Музыканты
Музыканты
- Пер Гессле — вокал, бэк-вокал, микширование
- Мари Фредрикссон — вокал, бэк-вокал
- Андерс Херрлин — бэк-вокал, программирование и звукорежиссура
- Юнас Исакссон — электро- и акустическая гитары
- Henrik Janson[англ.] — ток-бокс
- Йарл «Jalle» Лоренссон — губная гармоника
- Кларенс Эверман — клавишные, программирование, продюсирование, микширование
- Йан «Janne» Олдэус — Слайд-гитара
- Алар Суурна — микширование, звукорежиссура

Студии
- Записано в мае 1988 года на студии «EMI Studios» (Стокгольм, Швеция)
- Сведение на студии «EMI Studios» (Стокгольм, Швеция)

## Видеоклип
Видео на песню было записано во время концерта группы в руинах Боргхольмского замка на острове Эланд, Швеция, в июле 1989 года. Режиссёром видео является Doug Freel.
В 1989 году менеджер Roxette в США Херби Херберт (англ. Herbie Herbert) заключил контракт с фирмой производителем гитар «Rickenbacker». Специально для Гессле и Фредрикссон фирма произвела гитары в уникальной расцветке. Так, чёрная гитара (на основе модели #330) для Пера Гессле фигурирует в клипе на песню «Dangerous»; Гессле также играл на ней во время гастрольного тура «Join The Joyride». Мари Фредрикссон получила белую гитару на основе модели #325.

## Форматы издания и список песен
Автором всех песен является Пер Гессле; кроме песни «Joy of a Toy»: композиторы Пер Гессле и Матс МП Перссон
- 7"-виниловый и кассетный сингл (США 50233)

1. «Dangerous» (LP version) — 3:50
2. «Dangerous» (12-inch version) — 6:26

- 7"-виниловый сингл (Германия 006-1363707 · Австралия A-2358)

1. «Dangerous» (7-inch version) — 3:46
2. «Dangerous» (Waste of Vinyl 12-inch mix) — 6:26
3. «Surrender» (live) — 3:12
4. «Joy of a Toy» (live) — 4:10

- 7"-виниловый сингл (Швеция 1363417)

1. «Dangerous» (7-inch version) — 3:46
2. «Surrender» (live) — 3:12
3. «Neverending Love» (live) — 3:20

- 12"-виниловый сингл (США) (США V-56159)

1. «Dangerous» (Power Mix — long) — 7:02
2. «Dangerous» (Power Mix — short) — 3:39
3. «Dangerous» (dub) — 3:50
4. «I Could Never (Give You Up)» — 3:49

- CD-сингл (Швеция 1363412)

1. «Dangerous» (7-inch version) — 3:46
2. «Dangerous» (Waste of Vinyl 12-inch mix) — 6:26
3. «Surrender» (live) — 3:12
4. «Neverending Love» (live) — 3:20
5. «Joy of a Toy» (live) — 4:10
6. «Sleeping Single» (live) — 4:15

- CD-сингл (Великобритания и Ирландия) (CDEM149)

1. «Listen to Your Heart» (Swedish single version) — 5:12
2. «Dangerous» — 3:46
3. «Listen to Your Heart» (U.S. mix) — 4:53
4. «Dangerous» (U.S. club edit) — 3:46

### История выпуска по регионам
- 10 мая 1989 года — Швеция
- 19 февраля 1990 года — Западная Германия
- 25 февраля 1990 года — Австралия, США и Канада
- 4 августа 1990 года — Великобритания и Ирландия

Сингл также был выпущен в ЮАР (7" винил; PS 128) и на Филиппинах (12" винил; EP-EMI-51).

## Сертификация
Сингл получил «золотую» сертификацию по итогам продаж в Австралии (35 тыс. экземпляров) и в Швеции (25 тыс. экземпляров).